# Persol
Persol — итальянский производитель солнцезащитных очков и оправ для корригирующей оптики. Компания была основана в 1917 году Джузеппе Ратти. Изначально компания производила очки для пилотов. Название бренда Persol образовано от итальянского словосочетания per il sole, что означает «для солнца» или в русском языке «от солнца».

## История
Джузеппе Ратти, фотограф и владелец семейного магазина по торговле оптикой, начал производство очков во время Первой мировой войны; это были защитные очки для пилотов на резинке и с затемнёнными стёклами. Вскоре начался выпуск очков для автогонщиков и мотоциклистов, тогда же появился бренд Persol. Уже в 1920-х годах компания Ратти начала вкладывать значительные средства в рекламу своей продукции.
В 1930-х годах была разработана фирменная технология гибких дужек оправы Meflecto и началось использование торговой марки Silver Arrow. В 1960-х годах очки Persol начали приобретать популярность среди звёзд Голливуда.
В 1967 году торговая марка получила всплеск популярности после выхода на экраны французского фильма «Искатели приключений», где один из главных героев, персонаж Алена Делона, на протяжении всего фильма пользуется очками марки Persol, модель 714.
В 1995 году Persol был приобретён компанией Luxottica, но очки под этим брендом продолжают производиться на историческом заводе в Лауриано.

## Известные обладатели
Очки марки Persol в разное время носили:
- Стив Маккуин — автогонщик
- Хуан Мануэль Фанхио — автогонщик
- Дэниэл Крейг — актёр
- Пирс Броснан — актёр
- Дон Джонсон — актёр
- Билл Мюррей — актёр
- Марчелло Мастроянни — актёр в фильмах Развод по-итальянски, Сладкая жизнь
- Николас Кейдж — актёр